# Бастіонна вулиця (Київ)
Бастіо́нна ву́лиця — вулиця в Печерському районі міста Києва, місцевість Звіринець. Пролягає від Печерського мосту і вулиці Михайла Бойчука до Садово-Ботанічної вулиці.
Прилучаються вулиці Курганівська, Болсуновська та Катерини Білокур.

## Історія
Вулиця виникла в XIX столітті і до 1940 року мала назву Святотро́їцька, від розташованої поряд церкви Святої Трійці Іонинського монастиря. Сучасну назву вулиця отримала в 1940 році на честь укріплень Печерської цитаделі, до яких вона виходить (назву підтверджено 1944 року). В Рішенні від 19.03.1940 назва — вулиця Бастіона. Більшість вуличних покажчиків теж з однією літерою "н". 
Теперішня забудова — з 50-х років XX століття.

## Установи та заклади

### Заклади освіти
- Музична школа № 4 ім. Д. Шостаковича (буд. № 5-А)
- Середня загальноосвітня школа № 133 (буд. № 7)
- ДНЗ № 458 «Печеряночка» (буд. № 16-А)
- Інститут вищої освіти АПН України (буд. № 9)

### Державні установи
- Державне казначейство України (буд. № 6)
- Пенсійний фонд України (буд. № 9)
- Національна комісія з радіаційного захисту населення України (буд. № 15)